# Zeger II van Edingen
Zeger II van Edingen of Sohier de Brienne (1345-31 maart 1364) was de tweede zoon van Wouter III van Edingen en van Isabella van Brienne.
In 1345 volgde hij, als oudste overlevende zoon, zijn vader op als heer van Edingen.
Toen zijn moeder in 1356 de erfenis van haar broer Wouter VI van Brienne verdeelde onder haar overlevende zoons, verwierf Zeger de titel van 'hertog van Athene', die een soort relikwie uit de tijd van de kruistochten was.
Hij werd terechtgesteld in 1364 op beschuldiging van complotteren met Vlaanderen en Engeland, op last van Albrecht van Beieren, graaf van Holland en Henegouwen.
Hij was gehuwd met Johanna, dochter van Robert van Condé, en was de vader van Wouter IV (-1381)